# کو-شینتو
کو-شینتو (به ژاپنی: 古神道 Ko-Shintō) یا شینتوی اولیه به زنده‌انگاری در دوره جومون در ژاپن گفته می‌شود که بنا بر عقیده برخی اساس شینتوی امروزی بوده‌است. دینی که پیش از اثرپذیری از ادیان خارجی در ژاپن وجود داشته‌است. همچنین به عنوان شینتوی خالص، شینتو بدوی و شینتوی ابتدایی نیز شناخته می‌شود. جستجو برای یافتن ردهای کو-شینتو با تحقیق در مورد شینتو در دوره ادو آغاز شد. برخی از جنبش‌هایی که ادعا می‌کنند این روش فکری اولیه را کشف کرده‌اند اوموتو و ایزومو-تایشاکیو هستند.

## جهان‌بینی
موارد زیر از مطالعه کوجیکی و نیهون‌شوکی استنباط می‌شود که در هیچ فلسفهٔ چینی وجود ندارد:
در کو-شینتو، جهان کنونی یا «اوتسوشیو» در تقابل با جهان ابدی یا «توکویو» قرار می‌گیرد. همه افراد دارای یک «تاماشی»، به معنای ذهن، قلب یا روح هستند. تاماشی (روح) بدون بدن را میتاما می‌نامند. به کسانی که «تاماشی» آنها ماهیت کامی دارند، «میکوتو» گفته می‌شود.
در عصر کامی (خدایان) یا «کامی‌یو»، زمین توسط کامی اداره می‌شد، کامی‌ها شبیه انسان‌ها بودند، اما قلب‌های پاکی داشت و به زبان کوتوداما صحبت می‌کردند.

## تاریخچه تحقیقات کو-شینتو
در ادبیات اولیه ژاپن هیچ ثبتی از «کو-شینتو» خالص وجود ندارد. زمانی که ژاپن در حال به وجود آوردن ادبیات بود، دین ملی این کشور قبلاً با تائوئیسم و آیین بودایی مخلوط شده بود. توسعه قرون وسطایی به معنای تلفیق شینتو در نمادشناسی بودایی بود.
تحقیقات کو-شینتو همزمان با بررسی بودیسم ابتدایی آغاز شد. در این عصر، آیین‌های زیارتگاه‌های ژاپن از ماهیت مذهبی خود «پاک» می‌شدند و به شکل‌های ملی درمی‌آمدند، روندی که امروزه شینتوی حکومتی نامیده می‌شود. دین‌داران شروع به جستجوی منشأ این اشکال در یک دین طبیعت بدوی کردند. فولکلوریست‌های اولیه مانند کونیو یاناگیتا نیز به دنبال یک سنت کاملاً ژاپنی بودند.
دگوچی اونیسابورو، بنیانگذار اوموتو، یک محقق بسیار اثرگذار کو-شینتو در دوره امپراتوری بود. او تقریباً بر تمام خطوط مدرن کو-شینتو به جز در مورد تاکوما هیسا اثرگذار بود. چنین تحقیقی امروزه ادامه دارد و اغلب با آیکیدو و سایر ورزشهای رزمی در ارتباط است.